# Várzea Nova
Várzea Nova är en kommun i Brasilien.   Den ligger i delstaten Bahia, i den östra delen av landet, 900 km nordost om huvudstaden Brasília. Antalet invånare är 13 127.
Omgivningarna runt Várzea Nova är huvudsakligen savann. Runt Várzea Nova är det mycket glesbefolkat, med 6 invånare per kvadratkilometer.